# Karl Schicker (Musiker)
Karl Schicker (* 25. März 1931 in Nürnberg; † 1. April 2013) war ein deutscher Flötist, Dirigent und Komponist.

## Leben
Karl Schicker erhielt ersten Violinunterricht von seinem Vater, dem Geiger Anton Schicker, sowie Klavierunterricht bei Kirchenmusikdirektor Leonhard Stirnweiss. Ab 1949 studierte Karl Schicker am Konservatorium der Stadt Nürnberg: Flöte bei Hans Schneider, Klavier bei Helen Herrmann und Willi Kühne, Dirigieren bei Alfons Dressel, Max Loy und Erich Kloss, sowie Komposition bei Max Gebhardt. Ab 1953 vertiefte er seine Flöten-Studien bei Karl Bobzien (München), Kurt Redel (Internationale Sommerakademie Mozarteum Salzburg) und André Jaunet (Zürich). Außerdem besuchte er die Dirigierklasse von Dimitri Mitropoulos am Mozarteum Salzburg.
Ab 1954 war Karl Schicker Soloflötist bei den Nürnberger Symphonikern, zwischen 1959 und 1976 Soloflötist im Philharmonischen Orchester der Stadt Nürnberg (Nürnberger Philharmoniker). Bereits seit 1958 war Schicker Lehrbeauftragter am Meistersinger-Konservatorium Nürnberg, 1977 dann erhielt er eine Professur für Flöte und Kammermusik, die er bis zu seiner Pensionierung bekleidete. 1977 wurde er zudem auch als Dozent für die Holzbläser an die Internationale Sommerakademie „Collegium Musicum“ Schloss Pommersfelden berufen, 1987 übernahm er die künstlerische Leitung und Intendanz der Sommerakademie. Zwischen 1991 und 1999 war Karl Schicker Gastprofessor der Japan Clinic Academy Osaka, Japan.
1963 gründete Karl Schicker das Bläserquintett Nürnberg, 1968 gehörte er zu den Gründungsmitgliedern des ars nova ensembles nürnberg, das unter der künstlerischen Leitung von Werner Heider bis heute regelmäßig Konzerte mit Werken zeitgenössischer Komponisten gibt. Schicker war zudem Mitglied des 1970 gegründeten ARPA TRIO (zusammen mit Therese Reichling, Harfe, und Jürgen Kussmaul, Viola) und ab 1972 des Barock-Consort Nürnberg (mit Werner Jacob, Cembalo, Dieter Hebecker, Violine, und Claus Reichardt, Violoncello). Sowohl mit diesen Ensembles als auch als Solist gab Karl Schicker zahlreiche Konzerte im In- und Ausland, darunter in Paris, München, Tokyo, Zagreb, Krakau, Prag, Budapest und Barcelona (mit der Uraufführung des Flötenkonzerts „Phases“ von Francis Miroglio). Zahlreiche Komponisten widmeten Karl Schicker Werke für Flöte, die er uraufführte. Er spielte in zahlreichen Rundfunkproduktionen, unter anderem für den Bayerischen Rundfunk, den Westdeutschen Rundfunk und den Südwestdeutschen Rundfunk. Als Komponist schreibt Karl Schicker vor allem Werke für Flöte.

## Ehrungen
- 1970: Förderpreis der Stadt Nürnberg
- 1986: Ferenc-Liszt-Medaille der Zoltán-Kodály-Musikhochschule Debrecen, Ungarn
- 2004: Goldene Ehrennadel der Deutschen Orchestervereinigung
- 2007: Verdienstkreuz am Bande des Verdienstordens der Bundesrepublik Deutschland

## Diskographie
- J. S. Bach: Suite nr. 2 in si minore, per flauto traverso e orchestra d'archi BWV 1067 (mit dem Streichorchester der Nürnberger Symphoniker unter Othmar Mága); Label: Fratelli Fabri Editori (1965)
- J. S. Bach: Suite Nr. 2 für Flöte und Orchester h-moll BWV 1067 (mit dem Eurosymphonie Orchester unter Armand Alexander); Label: Condor BC 2222 – bellaphon records Frankfurt
- J. S. Bach: Brandenburg Concerto No. 3 in G Major BWV 1048 (Mit den Nürnberger Symphonikern unter Othmar Mága); Label: Maestro (1988)
- Klaus Huber: ...inwendig voller figur... (mit den Nürnberger Philharmonikern unter Hans Gierster); Label: WERGO 60069
- Adriana Hölszky: Requisiten (mit dem ars nova ensemble); Label: Aulos, Aul 53592
- Heider – Stahmer – Karkoschka – Hashagen (mit dem ars nova ensemble nürnberg); Label: Thorofon MTH 253
- Wilfried Jentzsch: Paysages; Label: Thorofon CTH 2235
- Nikolai Badinski: Disegni für Flöte und Ensemble (mit dem ars nova ensemble nürnberg); Label: Aban